# Hey! (Leonie Meijer)
Hey! è un brano musicale della cantante olandese Leonie Meijer, pubblicato il 30 settembre 2011 dall'etichetta discografica Cloud 9 ed estratto come secondo singolo dal suo album di debutto Los.
Il singolo è entrato alla novantaseiesima posizione della classifica olandese ed è giunto alla ventesima quattro settimane dopo, passandovi due settimane non consecutive; in totale è rimasto nella top 100 olandese per nove settimane consecutive.

## Tracce
Download digitale
1. Lost in Yesterday - 3:44
2. Hart tegen hart - 4:22

## Classifiche
| Classifica (2011) | Posizione massima |
| ----------------- | ----------------- |
| Paesi Bassi       | 20                |